# Stanislau Konrad
Stanislau Konrad (în poloneză Stanisław Konrad; n. 23 octombrie 1913, Polonia – d. 2 februarie 2000) a fost un portar de fotbal român, de origine poloneză, care a jucat la echipa națională de fotbal a României.

## Cariera internațională
Singura sa selecție în naționala României a fost pe 22 iunie 1947 împotriva Iugoslaviei. A primit 3 goluri, iar România a pierdut cu 3-1.

## Deces
A decedat la 2 februarie 2000, la vârsta de 86 de ani.